# Richard Thomas (mathématicien)
Pour les articles homonymes, voir Richard Thomas et Thomas.
Richard Paul Winsley Thomas est un mathématicien britannique qui travaille dans plusieurs domaines de la géométrie. Il est professeur à l'Imperial College de Londres. Il étudie les problèmes de modules en géométrie algébrique, et la symétrie miroir —un phénomène en mathématiques pures, prédite par la théorie des cordes en physique théorique.

## Formation
Thomas a obtenu son doctorat sur la théorie de jauge sur les variétés de Calabi–Yau en 1997, sous la supervision de Simon Donaldson à l'Université d'Oxford. Avec Donaldson, il a défini les invariants de Donaldson–Thomas (DT) de 3-folds (en) de Calabi–Yau, maintenant un sujet majeur en géométrie et en mathématiques de la théorie des cordes.

## Carrière et recherches
Avant de se joindre à l'Imperial College, il a été membre de l'Institute for Advanced Study à Princeton, dans le New Jersey, et affilié à l'Université Harvard et l'Université d'Oxford. Il a été nommé professeur de mathématiques pures, en 2005.
Thomas a apporté des contributions à la géométrie algébrique, la géométrie différentielle et la géométrie symplectique. Sa thèse de doctorat, qui introduit les invariants connus ensuite sous le nom d'invariants de Donaldson-Thomas, est publiée dans le Journal of Differential Geometry sous le titre « A holomorphic Casson invariant for Calabi-Yau 3-folds, and bundles on K3 fibrations ». Motivé par la symétrie miroir homologique (en), il produit des actions de groupes de tresses sur des catégories dérivées de préfaisceaux cohérents (en) dans un travail conjoint avec Paul Seidel. Avec Shing-Tung Yau il formule une conjecture (connue actuellement sous le nom de conjecture de Thomas–Yau) concernant l'existence d'un Lagrangien spécial dans la classe de déformation hamiltonienne d'une sous-variété lagrangienne fixée d'une variété de Calabi-Yau. Avec Rahul Pandharipande il formule une redéfinition des invariants de Donaldson–Thomas pour le cas spécial du curve counting⇔comptage de courbe, les invariants pairs stables de Pandharipande–Thomas (PT). Avec Martijn Kool et Vivek Shende, il utilise les invariants PT pour prouver la conjecture de Göttsche (en) — un problème algébro-géométrique classique datant de plus d'un siècle. Avec Davesh Maulik et Pandharipande il prouve la conjecture de Katz–Klemm–Vafa (KKV) , établissant des liens entre la théorie de Gromov-Witten (en) des K3 surfaces et les formes modulaires. Sa collaboration avec Daniel Huybrechts apporte des contributions à la théorie de la déformation des complexes. Avec Nick Addington il établit un résultat de compatibilité pour deux conjectures de rationalité sur des 4-variétés cubiques.
Il est co-auteur d'un livre sur la symétrie miroir. Thomas a écrit également à propos des catégories dérivées, du curve counting et de la dualité projective homologique. Il apparaît dans le film documentaire Thinking space d'Heidi Morstang.
Thomas a joué un rôle important dans la promotion de la géométrie au Royaume-Uni, en encourageant de jeunes mathematiciens, et en apportant davantage de géométrie à l'Imperial college : « [...] There was little geometry in Imperial then, but now, thanks largely to the drive of my colleague Richard Thomas, we have one of the main centres for research in this area. » - Simon Donaldson.

## Prix et distinctions
En 2004, Thomas a reçu prix Whitehead de la London Mathematical Society et le prix Philip-Leverhulme, et en 2010 il est lauréat du prix Wolfson de la Royal Society.
Dans la citation du prix Whitehead :
« Thomas a apporté des contributions fondamentales au sein d'un éventail exceptionnellement large de sujets.
Une grande partie de son travail est liée à la symétrie miroir et la géométrie de Calabi–Yau, et donc a un effet important sur les interactions  très contemporaines avec la physique mathématique. [...] Cela implique la combinaison d'idées originales et profondes et des preuves techniquement sophistiquées, ce qui est caractéristique de Thomas. ».
En 2010, il a également été conférencier invité au Congrès international des mathématiciens à Hyderabad, où il a donné une conférence sur la symétrie miroir. Thomas a été élu Fellow de la Royal Society (FRS) en 2015,.
Ses contributions à la géométrie algébrique ont conduit à son élection à la classe 2018 de fellows de l'American Mathematical Society. En 2022 il est lauréat du prix Fröhlich.

## Sélection de publications
(novembre 2018).
- « A holomorphic Casson invariant for Calabi-Yau 3-folds, and bundles on K3 vibrations », J. Differential Geom., vol. 54, no 2,‎ 2000, p. 367–438.
- avec P. Seidel: « Braid group actions on derived categories of coherent sheaves », Duke Math. J., vol. 108, no 1,,‎ 2001, p. 37–108.
- avec R. Pandharipande: « Curve counting via stable pairs in the derived category », Invent. Math., vol. 178, no 2,‎ 2009, p. 407–447.
- Moment maps, monodromy and mirror manifolds, in Fukaya, Oh, Ono, Tian (éd) Symplectic geometry and mirror symmetry (Seoul, 2000), World Scientific, 2002, p. 467–498, Online
- Mirror Symmetry: a geometric survey, in Naber et alii (éd.) Encyclopedia of Mathematical Physics, Elsevier 2006
- avec Rahul Pandharipande, Cumrun Vafa, Ravi Vakil, Eric Zaslow, Sheldon Katz, Kentaro Hori, Albrecht Klemm « Mirror Symmetry », Clay Mathematics Monographs, vol. 1,‎ 2003.
- avec Pandharipande : « Notes on the proof of the KKV conjecture », Surveys in Differential Geometry, vol. 21,‎ 2016, p. 289-311 (lire en ligne).